# Quận của tỉnh Indre-et-Loire
3 quận của tỉnh Indre-et-Loire gồm:
1. Quận Chinon, (quận lỵ: Chinon) với 7 tổng và 87 xã. Dân số của quận này là 79.467 người năm 1990, 80.579 người năm 1999, tăng trưởng dân số là 1.4%.
2. Quận Tours, (tỉnh lỵ của tỉnh Indre-et-Loire: Tours) với 24 tổng và 123 xã. Dân số của quận này là 400.882 người năm 1990, và 424.651 người năm 1999, tăng trưởng dân số là 5.93%.
3. Quận Loches, (quận lỵ: Loches) với 6 tổng và 67 xã. Dân số của quận này là 48.996 người năm 1990, và 48.773 người năm 1999, tăng trưởng dân số là 0.46%.